# Kobe Desramaults
Kobe Desramaults (Poperinge, 7 september 1980) is een Belgische kok en restaurateur die de keuken in restaurant "Chambre Séparée" in Gent bestiert. Hij is daarnaast eigenaar van "De Superette", ook in Gent, en was eerder de chef van "In De Wulf".
Desramaults volgde geen professionele koksopleiding en begon als zeventienjarige op leercontract met een stage in "Picasso" in Westouter. Later vervolmaakte hij zich bij Sergio Herman van en in Oud Sluis en in "Comerç 24" in Barcelona. In 2005 kreeg hij als vijfentwintigjarige een eerste Michelinster, in 2008 werd hij verkozen tot Jonge Topchef van het Jaar.

## In De Wulf
Desramaults bouwde sinds 2002 een carrière - en waardering hiervoor - uit in het restaurant "In De Wulf" in het West-Vlaamse Dranouter. Het was een eethuis met bijhorende B&B met tien kamers, eigendom van zijn moeder die er de laatste drie decennia van de twintigste eeuw een brasserie had uitgebaat. In 2005 kreeg hij na enkele jaren als 25-jarige zijn eerste Michelinster met zijn restaurant. Daarmee was hij een van de jongste sterrenchefs in België ooit. In 2014 was zijn restaurant volgens Opinionated About Dining (OAD) het beste van Europa. In het najaar van 2015 nam hij deel aan het televisieprogramma De Slimste Mens ter Wereld. Desramaults gaf ook reeds meermaals in de pers aan eind 2016 met "In De Wulf" te stoppen. Al twaalf jaar gastronomisch actief op het hoogste niveau, was het voor hem tijd voor een nieuw project. Op 11 december 2016 sloot de zaak definitief. Het pand werd verkocht en restaurant ’t Sparhof vroeger gevestigd in Poperinge verhuisde naar de voormalige site van "In De Wulf".

## Gent
Desramaults heeft twee zaken in Gent. Het begon met "De Vitrine", een bistro die hij in juni 2011 opende in een voormalige slagerij. Begin 2017 werd het een paar maand een Mexicaans popup restaurant, "La Chaparitta", waarna de zaak sloot. Intussen was ook "De Superette" geopend, een artisanale bakkerij met brood-, grill- en pizzarestaurant op de hoek van de Gentse Hofstraat en de Guldenspoorstraat. De bakkerij werd opgezet met de expertise van een Amerikaanse bakster, Sarah Lemke uit Michigan en kok Rose Greene van "In De Wulf". In de bakkerij wordt gewerkt met een Scandinavische houtoven. Aan de zaak is een terras waar ontbijt, broodjes, snacks, pizza, salades, desserts, koffie en andere drank geserveerd wordt. Op de kaart ook Flammekueche, hoevekipfilet en Holsteinrundtartaar. In Bokrijk in Genk werd intussen een tweede filiaal van de bakkerij geopend. Op 1 juni 2017 opende dan terug een tweede vestiging, "Chambre Séparée", een restaurant op het gelijkvloers van de Belgacomtoren aan de Oude Beestenmarkt in de Keizer Karelstraat. Het gebouw wordt rond 2020 verbouwd, dus blijft de zaak maximaal een paar jaar open.  Er zijn zestien plaatsen, reservaties maximaal per twee en alle klanten zitten direct aan de open keuken met grillfornuizen en een houtoven. Klanten worden een degustatiemenu met een twintigtal gangen geserveerd met gerechten wisselend op basis van aanbod lokale landbouwers, leveranciers en seizoen. In november 2017 kreeg "Chambre Séparée" reeds in de Michelingids 2018 een eerste Michelinster.

## Oostende
Kobe Desramaults stopt eind 2020 met zijn internationaal gelauwerde restaurant Chambre Séparée in Gent, Begin 2021 wordt hij allereerste culinaire stadscurator van Oostende.